# Unter Verdacht: Das Blut der Erde
Das Blut der Erde ist ein deutscher Fernsehfilm von Andreas Herzog aus dem Jahr 2012. Es handelt sich um die neunzehnte Episode der ZDF-Kriminalfilmreihe Unter Verdacht mit Senta Berger als Dr. Eva Maria Prohacek in der Hauptrolle.

## Handlung
Der Wasserwerkschef Tony Schiermeier bemerkt, dass er Opfer eines Einbruchs wurde, bei dem es zum Schusswechsel kam. Als er bei sich im Vorgarten ein Projektil findet, das eindeutig einer Polizeiwaffe zuzuordnen ist, ist er sich sicher. Schiermeiers Freund ist der Vorgesetzte der leitenden Ermittler Dr. Eva Maria Prohacek und André Langner. Prohacek und Langner decken bei ihren Ermittlungen die Mängel der Wasserqualität auf. Seitens des Werkes waren bereits kritische Stimmen laut geworden.

## Hintergrund
Der Film wurde vom 27. September 2011 bis zum 28. Oktober 2011 in München und Umgebung gedreht. Die Premiere fand am 1. Oktober 2012 auf dem Filmfest Hamburg statt und wurde im Fernsehen am 11. Januar 2013 um 20:15 Uhr auf arte erstausgestrahlt.

## Kritik
Die Kritiker der Fernsehzeitschrift TV Spielfilm vergaben dem Film die bestmögliche Wertung, sie zeigten mit dem Daumen nach oben. Der Film sei ein „dicht gewobener Fall um Filz und Korruption“, der zudem „viel Humor und wunderbare Darsteller“ biete. Das Fazit lautete: „Böse Kumpanei in reizender ‚Idylle‘“.